# دون غرايمز
دون غرايمز (بالإنجليزية: Don Grimes)‏ هو سياسي أسترالي، ولد في 4 أكتوبر 1937 في ألبوري في أستراليا. حزبياً، نشط في حزب العمال الأسترالي. وقد انتخب وزير الخدمات الاجتماعية ‏ (13 ديسمبر 1984 – 16 فبراير 1987) وانتخب عضو مجلس الشيوخ الأسترالي ‏ عن دائرة Tasmania ‏ (18 مايو 1974 – 2 أبريل 1987).